# Kermes (geslacht)

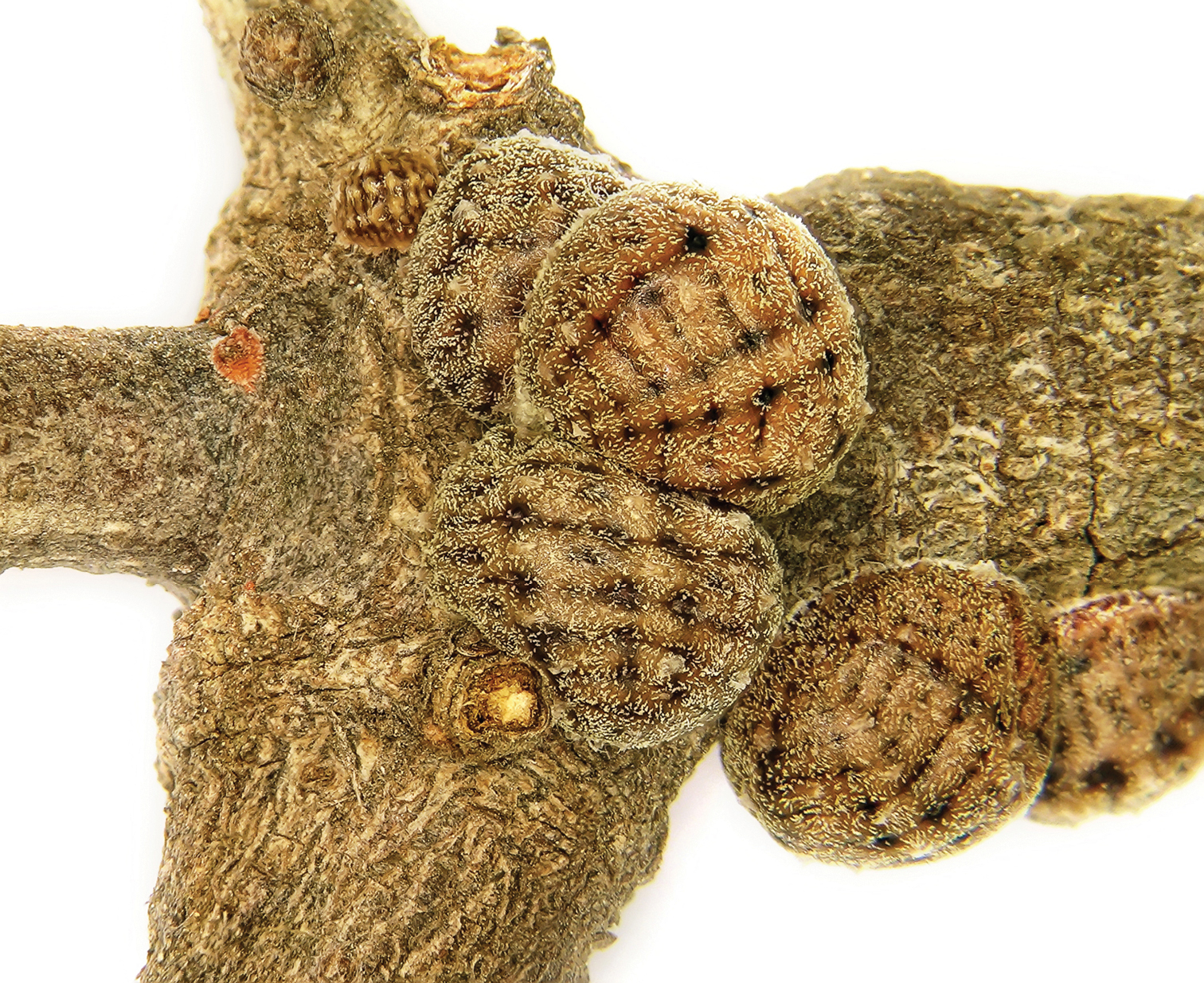
Kermes echinatus

Kermes is een insectengeslacht uit de schildluizen. Het behoort meer bepaald tot de Kermesidae.
Linnaeus benoemde in 1758 het geslacht Coccus met als typesoort Coccus ilicis. In 1798 werd dit door Pierre André Latreille hernoemd tot Kermes nadat het eerder met Chermes was aangeduid. De naam is zeer oud en verwijst naar de kleurstof kermes die uit het kermeszuur van het bloed van de wijfjes van Kermes vermilio gewonnen werd. Het woord is afgeleid van het  Arabisch/Perzich qirmiz (قرمز), met de betekenis "rood" of "karmijnkleurig". Het is vermoedelijk via het Middelperzisch uit het Sanskriet overgenomen waar कृमिज kṛmi-ja  "door een worm gemaakt" betekent.
In het geslacht Kermes zijn tweeënzestig soorten benoemd waarvan de meeste later weer in nieuwe geslachten opgedeeld werden waarbij de classificatie echter omstreden is. Het geslacht bestaat tegenwoordig uit minstens zes soorten:
- Kermes bacciformis Leonardi, 1908
- Kermes corticalis (Nassonov, 1908)
- Kermes gibbosus Signoret, 1875
- Kermes ilicis (Linnaeus, 1758)
- Kermes roboris (Fourcroy, 1785)
- Kermes vermilio Planchon, 1864

De luizen leven van het sap van groenblijvende eiken.